# NCAA Division I Tennis Championships 2009
Bei den NCAA Division I Tennis Championships 2009 wurden zum 125. Mal die Meister im US-amerikanischen College Tennis ermittelt. Gespielt wurde vom 14. bis zum 25. Mai auf dem Campus der Texas A&M University in College Station. Die ersten beiden Runden der Mannschaftsmeisterschaften wurden bereits ab dem 8. Mai gespielt, fanden allerdings noch nicht in College Station statt.

## Herrenmannschaftsmeisterschaften
| Nr. | Spieler    | Erreichte Runde |
| --- | ---------- | --------------- |
| 01. | Virginia   | Viertelfinale   |
| 02. | Ole Miss   | Viertelfinale   |
| 03. | Ohio State | Finale          |
| 04. | Georgia    | Viertelfinale   |
| 05. | Tennessee  | Achtelfinale    |
| 06. | Baylor     | Viertelfinale   |
| 07. | UCLA       | Halbfinale      |
| 08. | USC        | Sieg            |

| Nr. | Spieler       | Erreichte Runde |
| --- | ------------- | --------------- |
| 09. | Stanford      | Achtelfinale    |
| 10. | Florida       | 2. Runde        |
| 11. | Kentucky      | 2. Runde        |
| 12. | Texas         | Halbfinale      |
| 13. | Illinois      | Achtelfinale    |
| 14. | Alabama       | 2. Runde        |
| 15. | Texas A&M     | Achtelfinale    |
| 16. | Florida State | Achtelfinale    |

## Herreneinzel
| Nr. | Spieler               | Erreichte Runde |
| --- | --------------------- | --------------- |
| 1.  | Arnau Brugués Davi    | Viertelfinale   |
| 2.  | Oleksandr Nedowjessow | Achtelfinale    |
| 3.  | Bryan Koniecko        | 2. Runde        |
| 4.  | Dénes Lukács          | 1. Runde        |
| 5.  | Bruno Agostinelli     | Viertelfinale   |
| 6.  | John-Patrick Smith    | Achtelfinale    |
| 7.  | Michael Venus         | 2. Runde        |
| 8.  | Robert Farah          | 1. Runde        |

| Nr.    | Spieler              | Erreichte Runde |
| ------ | -------------------- | --------------- |
| 9.–16. | Jonas Berg           | 1. Runde        |
| 9.–16. | Guillermo Gómez Díaz | 2. Runde        |
| 9.–16. | Dominic Inglot       | 2. Runde        |
| 9.–16. | Steven Moneke        | Finale          |
| 9.–16. | Cory Parr            | 1. Runde        |
| 9.–16. | Conor Pollock        | Viertelfinale   |
| 9.–16. | Nathaniel Schnugg    | Achtelfinale    |
| 9.–16. | Blake Strode         | Halbfinale      |

## Herrendoppel
| Nr. | Paarung                           | Erreichte Runde |
| --- | --------------------------------- | --------------- |
| 1.  | Bram ten Berge Jonas Berg         | 1. Runde        |
| 2.  | Davey Sandgren John-Patrick Smith | Finale          |
| 3.  | Michael Venus Neal Skupski        | 1. Runde        |
| 4.  | Jamie Hunt Nathaniel Schnugg      | Viertelfinale   |

| Nr.   | Paarung                       | Erreichte Runde |
| ----- | ----------------------------- | --------------- |
| 5.–8. | Omar Altmann Bassam Beidas    | 1. Runde        |
| 5.–8. | Robert Farah Steve Johnson    | Achtelfinale    |
| 5.–8. | Conor Pollock Austin Krajicek | Viertelfinale   |
| 5.–8. | Cory Parr Steven Forman       | Viertelfinale   |

## Damenmannschaftsmeisterschaften
| Nr. | Spieler      | Erreichte Runde |
| --- | ------------ | --------------- |
| 01. | Northwestern | Viertelfinale   |
| 02. | Georgia      | Halbfinale      |
| 03. | Duke         | Sieg            |
| 04. | Baylor       | Viertelfinale   |
| 05. | Notre Dame   | Halbfinale      |
| 06. | Miami (FL)   | Viertelfinale   |
| 07. | USC          | 2. Runde        |
| 08. | Georgia Tech | Achtelfinale    |

| Nr. | Spieler      | Erreichte Runde |
| --- | ------------ | --------------- |
| 09. | California   | Finale          |
| 10. | Tennessee    | 2. Runde        |
| 11. | UCLA         | Achtelfinale    |
| 12. | Clemson      | Achtelfinale    |
| 13. | Stanford     | Achtelfinale    |
| 14. | Arkansas     | Achtelfinale    |
| 15. | Florida      | Achtelfinale    |
| 16. | Fresno State | Achtelfinale    |

## Dameneinzel
| Nr. | Spieler              | Erreichte Runde |
| --- | -------------------- | --------------- |
| 1.  | Maria Mosolova       | Viertelfinale   |
| 2.  | Julia Cohen          | Halbfinale      |
| 3.  | Aurelija Misevičiūtė | Viertelfinale   |
| 4.  | Ani Mijačika         | 2. Runde        |
| 5.  | Mallory Cecil        | Sieg            |
| 6.  | Fani Chifchieva      | 1. Runde        |
| 7.  | Hilary Barte         | Achtelfinale    |
| 8.  | Chelsey Gullickson   | Halbfinale      |

| Nr.    | Spieler            | Erreichte Runde |
| ------ | ------------------ | --------------- |
| 9.–16. | Josipa Bek         | Achtelfinale    |
| 9.–16. | Marrit Boonstra    | Viertelfinale   |
| 9.–16. | Megan Falcon       | Achtelfinale    |
| 9.–16. | Irina Falconi      | 1. Runde        |
| 9.–16. | Jana Juricová      | Achtelfinale    |
| 9.–16. | Kelcy McKenna      | 1. Runde        |
| 9.–16. | Nina Munch-Søgaard | 1. Runde        |
| 9.–16. | Yasmin Schnack     | 2. Runde        |

## Damendoppel
| Nr. | Paarung                              | Erreichte Runde |
| --- | ------------------------------------ | --------------- |
| 1.  | Renata Kucerkova Anastasia Petukhova | Viertelfinale   |
| 2.  | Kristy Frilling Kelcy Tefft          | Achtelfinale    |
| 3.  | Andrea Remynse Yasmin Schnack        | 1. Runde        |
| 4.  | Sophie Grabinski Sanaz Marand        | 1. Runde        |

| Nr.   | Paarung                            | Erreichte Runde |
| ----- | ---------------------------------- | --------------- |
| 5.–8. | Mari Andersson Jana Juricová       | Sieg            |
| 5.–8. | Ani Mijačika Keri Wong             | 1. Runde        |
| 5.–8. | Nadja Gilchrist Chelsey Gullickson | 1. Runde        |
| 5.–8. | Hilary Barte Lindsay Burdette      | Finale          |